# International Star Registry
International Star Registry je organizace vzniklá v roce 1979 za účelem poskytnutí možnosti neoficiálního pojmenování hvězd široké veřejnosti. Produkty a služby společnosti jsou často prodávány jako dárky nebo památeční předměty.

## Legitimita
Mezinárodní astronomická unie je mezinárodně uznávaný orgán, který zodpovídá za pojmenování či označení nebeských objektů jako jsou planety, hvězdy, komety nebo asteroidy. Pro všechna tato tělesa existuje daný systém podle něhož dostávají jména nebo katalogové označení. Několik set hvězd má tradiční jména, další jasné hvězdy mají Bayerovo označení, méně jasné hvězdy potom Flamsteedovo označení. Mezinárodní astronomická unie sama neprodává právo pojmenovat hvězdy, ani toto právo neprodává či nepřenechává žádné jiné organizaci. Varuje proto spotřebitele, že produkty společností jako je International Star Registry nemají žádnou oficiální či formální platnost.